# Kanton Couptrain
Der Kanton Couptrain war von 1790 bis 2015 ein französischer Kanton im Arrondissement Mayenne, im Département Mayenne und in der Region Pays de la Loire; sein Hauptort war Couptrain.

## Geografie
Der Kanton Couptrain lag im Mittel 207 Meter über dem Meeresspiegel; zwischen 122 Meter in Madré und 360 Meter in Lignières-Orgères.
Er grenzte im Norden und Nordosten an das Département Orne, im Osten an den Kanton Pré-en-Pail, im Südosten an den Kanton Villaines-la-Juhel, im Süden an den Kanton Le Horps und im Westen an den Kanton Lassay-les-Châteaux.

## Gemeinden
Der Kanton bestand aus neun Gemeinden:
| Gemeinde                  | Einwohner Jahr | Fläche km² | Bevölkerungsdichte | Code INSEE | Postleitzahl |
| ------------------------- | -------------- | ---------- | ------------------ | ---------- | ------------ |
| Chevaigné-du-Maine        | 186 (2013)     | 13,05      | 14 Einw./km²       | 53069      | 53250        |
| Couptrain                 | 122 (2013)     | 0,71       | 172 Einw./km²      | 53080      | 53250        |
| Javron-les-Chapelles      | 1.413 (2013)   | 38,13      | 37 Einw./km²       | 53121      | 53250        |
| Lignières-Orgères         | 773 (2013)     | 40,89      | 19 Einw./km²       | 53133      | 53140        |
| Madré                     | 346 (2013)     | 17,55      | 20 Einw./km²       | 53142      | 53250        |
| Neuilly-le-Vendin         | 360 (2013)     | 14,60      | 25 Einw./km²       | 53164      | 53250        |
| La Pallu                  | 187 (2013)     | 6,65       | 28 Einw./km²       | 53173      | 53140        |
| Saint-Aignan-de-Couptrain | 382 (2013)     | 17,42      | 22 Einw./km²       | 53196      | 53250        |
| Saint-Calais-du-Désert    | 389 (2013)     | 17,20      | 23 Einw./km²       | 53204      | 53140        |

## Bevölkerungsentwicklung
| 1962  | 1968  | 1975  | 1982  | 1990  | 1999  | 2006  | 2012  |
| ----- | ----- | ----- | ----- | ----- | ----- | ----- | ----- |
| 5.734 | 5.202 | 4.805 | 4.441 | 4.162 | 4.233 | 4.218 | 4.174 |

## Geschichte
Der Kanton entstand 1801 aus dem Zusammenschluss der beiden Kantone Javron und Couptrin (Couptrain). Am 21. Juli 1824 wechselte die Gemeinde Saint-Denis-de-Villenette ins Département Orne. Gleichentags kam die Gemeinde Madré vom Département Orne zum Kanton Couptrain.